# Big Cub Geyser
De Big Cub Geyser is een geiser in het Upper Geyser Basin dat onderdeel uitmaakt van het Nationaal Park Yellowstone in de Verenigde Staten.
De Big Cub Geyser maakt deel uit van de Lion group. Dit zijn meerdere geisers die ondergronds met elkaar verbonden zijn, waaronder de Lion Geyser.